# Crécy-Couvé
Crécy-Couvé település Franciaországban, Eure-et-Loir megyében. Lakosainak száma 263 fő (2022. január 1.). Crécy-Couvé Tréon, Aunay-sous-Crécy és Saulnières községekkel határos.

## Népesség
A település népességének változása:
| Lakosok száma | 256  | 262  | 316  | 278  | 255  | 253  | 264  | 267  | 266  | 263  |
|               | 1968 | 1982 | 1990 | 2006 | 2013 | 2015 | 2017 | 2019 | 2020 | 2022 |